# Bah Oury
Bah Oury (ur. 1958 w Pita) – gwinejski polityk, od 27 lutego 2024 roku premier Gwinei.

## Życiorys
Urodził się w 1958 roku w miejscowości Pita w środkowej Gwinei. W 1964 roku uciekł z rodziną do Senegalu, uciekając przed rządami dyktatora Ahmeda Sekou Touré. W Senegalu ukończył on szkołę średnią oraz uzyskał obywatelstwo państwa. Studiował matematykę w Paryżu, po czym powrócił do Gwinei.
Działalność polityczną w stolicy państwa, Konakry, rozpoczął w 1985 roku. Przez kolejne kilkanaście lat był w opozycji do kolejnych rządów. Później podjął nieudaną próbę zamachu stanu przeciw Alphie Condé. Sprawował też funkcję ministra pojednania narodowego. 27 lutego 2024 roku został premierem Gwinei, po rozwiązaniu rządu Bernarda Gomou.